# Blindenanstalt Nürnberg
Die Blindenanstalt Nürnberg ist eine private Einrichtung und betreibt das Bildungszentrum für Blinde und Sehbehinderte Nürnberg.

## Geschichte
Am 19. Juni 1854 eröffnete der Nürnberger St. Johannisverein eine private Blindenschule. Diese nahm zunächst Kinder, ab 1888 auch Erwachsene auf. Die Religionszugehörigkeit spielte dabei keine Rolle. 1932 wurde die Blindenschule mit dem Mittelfränkischen Blindenheim, dem Blindenunterstützungsverein sowie dem Blindenbund zu einer Arbeitsgemeinschaft zusammengeschlossen. Ab 1943 war der Betrieb kriegsbedingt eingeschränkt, nach dem 2. Januar 1945 wurde er ganz eingestellt. Am 1. September 1946 erfolgte die Wiederaufnahme des Lehrbetriebs, der ab 1954 in einem neuen Werkstättengebäude durchgeführt wurde. Ab 1955 wurde die Blindenanstalt um eine Schule für Sehbehinderte ergänzt. 1967 erfolgte die Anerkennung als Sonderschule und die Gründung des gemeinnützigen Trägervereins „Blindenanstalt Nürnberg“. 1973 endete die Ausbildung erwachsener Blinder, die fortan in der Süddeutschen Umschulungsstätte für Späterblindete stattfand. 1978 zog die Blindenanstalt in einen Neubau im Nürnberger Stadtteil Langwasser.
Später wurde die Nürnberger Einrichtung überregional, da immer mehr sehgeschädigte Menschen aus dem näheren und weiteren Umkreis in die Einrichtung wollten. So kamen die fünf bayerischen Bezirke Mittel-, Ober- und Unterfranken, Niederbayern und Oberpfalz, die beiden Kirchen und die Stadt Nürnberg dazu.

## Struktur
In zwei eigenen Schulen, dem Förderzentrum und dem Beruflichen Schulzentrum erwerben über 430 Schüler staatlich anerkannte Abschlüsse.
Das Förderzentrum wird überwiegend von sehgeschädigten Schülern aus den fünf nordbayerischen Bezirken besucht. Als Abschluss ist der nach Förderschwerpunkt Lernen, der Hauptschulabschluss, der qualifizierende und die Mittlere Reife möglich. Das berufliche Schulzentrum verfügt insgesamt über sechs Ausbildungsschulen.
Im Beruflichen Schulzentrum für Blinde und Sehbehinderte werden u. a. deutschlandweit einzigartige berufliche Ausbildungsmöglichkeiten angeboten.
Dazu zählen
- die Berufsfachschule für Musik mit den Ausbildungsgängen für staatlich geprüfter evangelischer bzw. katholischer Kirchenmusiker, staatlich geprüfter Chor- und Ensembleleiter auf dem Gebiet der Laienmusik oder staatlich geprüfter Sing- und Musikschullehrer an bayerischen Musikschulen,
- die Berufsfachschule für Büroberufe mit dem Ausbildungsgang Kaufmann für Bürokommunikation, auch mit dem Schwerpunkt Datenverarbeitung und
- die Berufsfachschule für Massage und Physiotherapie mit dem Ausbildungsgang Masseur und medizinischer Bademeister mit der Möglichkeit eines zusätzlichen Aufbaulehrgangs zum Physiotherapeuten.

## Leitung

### Direktoren
- 1854–1859: Friedrich Müller, Oberlehrer
- 1859–1861: Georg Friedrich Scherer, Lehrer
- 1861–1863: Freiherr von St. Marie, Direktor
- 1863–1870: J. G. Böhmländer, Lehrer
- 1870–1882: Kunigunde Langhanns, Hausmutter
- 1882–1884: Marie Langhanns, Hausmutter und Industrielehrerin
- 1884–1918: Karl Schleußner, Direktor
- 1919–1928: Wilhelm Reiner, Direktor
- 1929–1945: Georg Heinz, Direktor
- 1946–1954: Walter G. Wagner, Direktor
- 1954–1969: Josef Radspieler, Direktor
- 1969–1993: Günther Vogel, Direktor
- 1993–2006: Bernd Hamann, Direktor
- 2006–2019: Patrick Temmesfeld, Direktor

### Geschäftsführer
- seit 2019: Simone Podarewski